# Vytautas Janušaitis
Vytautas Janušaitis (Kaunas, 13 ottobre 1981) è un nuotatore lituano.
Ha partecipato alle Olimpiadi di Pechino 2008, arrivando 32º nei 100m dorso e 15º nei 200m misti.
Ai Campionati mondiali di nuoto 2009 di Roma ha concluso 21º la gara dei 50m dorso, 19º i 200m misti, 46º i 100m farfalla e 34º i 400m misti.

## Palmarès
- Europei

Eindhoven 2008: bronzo nei 200m misti.
- Europei in vasca corta

Vienna 2004: bronzo nei 200m misti.
Trieste 2005: argento nei 200m misti e bronzo nei 100m misti.
Helsinki 2006: argento nei 100m misti e nei 200m misti
Fiume 2008: argento nei 200m misti.
Istanbul 2009: argento nei 200m misti.
Eindhoven 2010: argento nei 200m misti.
- Universiadi

Smirne 2005: argento nei 200m misti.